# Чайковское (Калининградская область)
Чайковское — посёлок в Правдинском районе Калининградской области. Входит в состав Мозырьского сельского поселения.

## История
Имение Großlugau принадлежало семье Георга графа von Lehndorff (1833 - 1914), ставшего впоследствии государственным конюхом.
Поместью принадлежал и известный частный племенной завод лошадей породы Trakehner.
Сохранился бывший усадебный дом, построенный в 1895 году и принадлежавший старинному немецкому роду Фон Бюлов (von Bülow). В советское время здание было разделено на квартиры

## Население
| 2002 | 2010 |
| ---- | ---- |
| 203  | ↗232 |